# Pardosa zhui
Pardosa zhui là một loài nhện trong họ Lycosidae.
Loài này thuộc chi Pardosa. Pardosa zhui được Yu & Da-xiang Song miêu tả năm 1988.